# Debbie Mucarsel-Powell

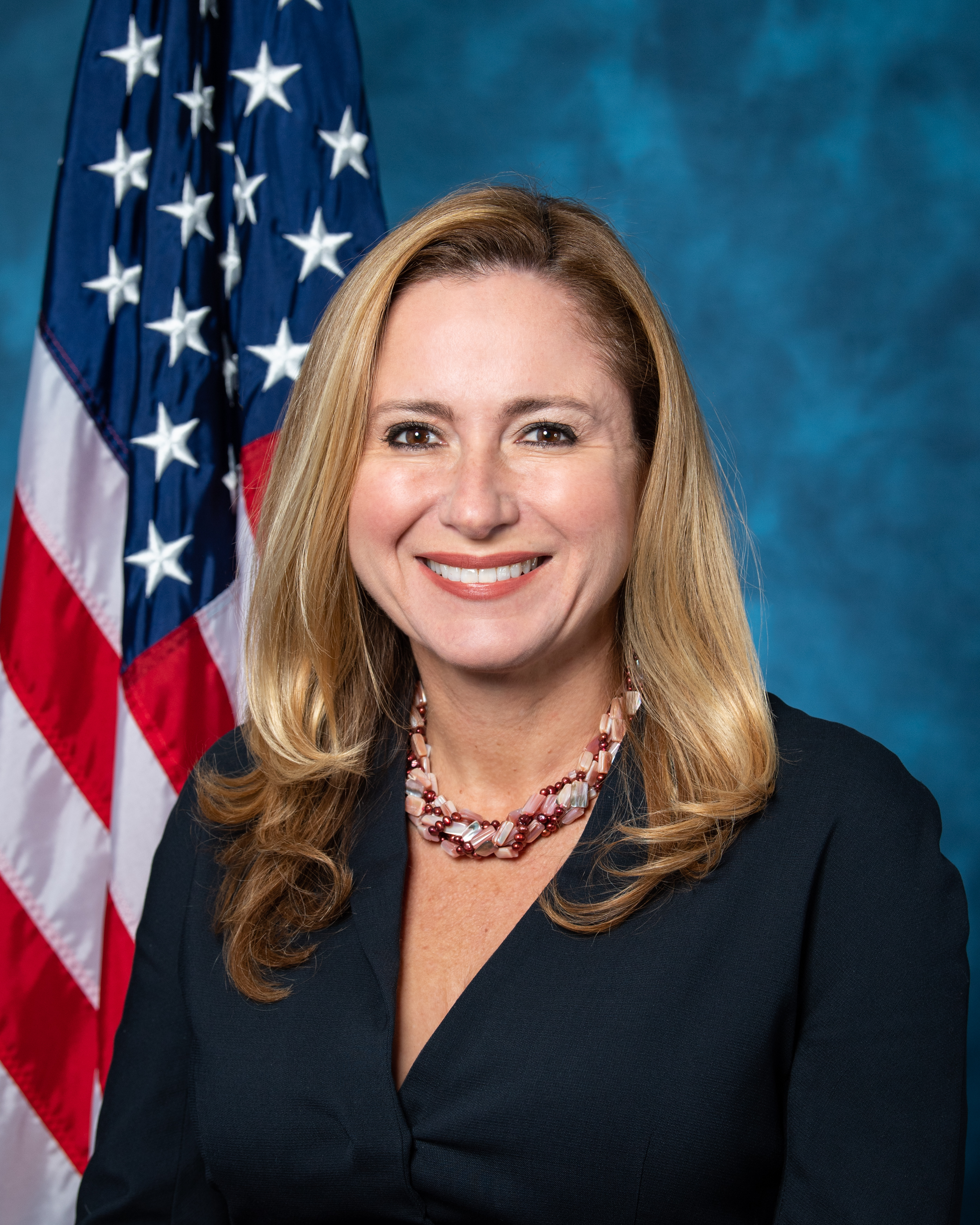
Debbie Mucarsel-Powell (2019)

Debbie Jessika Mucarsel-Powell (* 18. Januar 1971 als Debbie Jessika Mucarsel in Guayaquil, Ecuador) ist eine US-amerikanische Politikerin (Demokratische Partei). Vom 3. Januar 2019 bis zum 3. Januar 2021 war sie Abgeordnete des Bundesstaates Florida im Repräsentantenhaus der Vereinigten Staaten.

## Leben
Debbie Mucarsel-Powell wuchs in Ecuador auf und kam im Alter von vierzehn Jahren mit ihrer Mutter und ihren drei Schwestern in die Vereinigten Staaten. Die Familie ließ sich in Pomona im Bundesstaat Kalifornien nieder. Um ihre Familie finanziell zu unterstützen, arbeitete sie während ihrer Jugend in einem Donut-Shop. 1995 starb ihr Vater in Ecuador durch ein Gewaltverbrechen, weshalb Mucarsel-Powell sich politisch für eine Verschärfung der amerikanischen Waffenrechte einsetzt. Nach ihrem Schulabschluss studierte Mucarsel-Powell Politikwissenschaften am Pitzer College, wo sie ihren Bachelorabschluss erlangte. Später erreichte Mucarsel-Powell ihren Masterabschluss an der Claremont Graduate University. Von 2003 bis 2007 war Mucarsel-Powell an der Florida International University tätig. Danach arbeitete sie bis 2011 am Herbert Wertheim College of Medicine. Debbie Mucarsel-Powell ist verheiratet und hat zwei Kinder.
2016 bewarb sich Mucarsel-Powell erfolglos für einen Sitz im Senat von Florida. Im August 2017 gab sie bekannt, bei den Kongresswahlen im folgenden Jahr gegen den republikanischen Amtsinhaber Carlos Curbelo um den Sitz des 26. Kongresswahlbezirkes im Repräsentantenhaus der Vereinigten Staaten antreten zu wollen. In der demokratischen Vorwahl setzte sich Mucarsel-Powell gegen Demetries Grimes durch. Die Wahl am 6. November 2018 gewann sie knapp gegen Curbelo mit 50,9 Prozent der Stimmen. Am 3. Januar 2019 löste Mucarsel-Powell Curbelo offiziell ab. Sie wurde damit das erste in Ecuador geborene Kongressmitglied. Als Mitglied des Kongresses vertrat Mucarsel-Powell den Süden Floridas, zu dem unter anderem auch die Stadt Miami zählt.
Bei den Wahlen zum Repräsentantenhaus der Vereinigten Staaten 2020 unterlag sie ihrem Herausforderer Carlos A. Giménez mit 51,7 zu 48,3 Prozent der Stimmen.